# Sexton (efternamn)
Sexton är ett engelskt efternamn.

## Personer med efternamnet

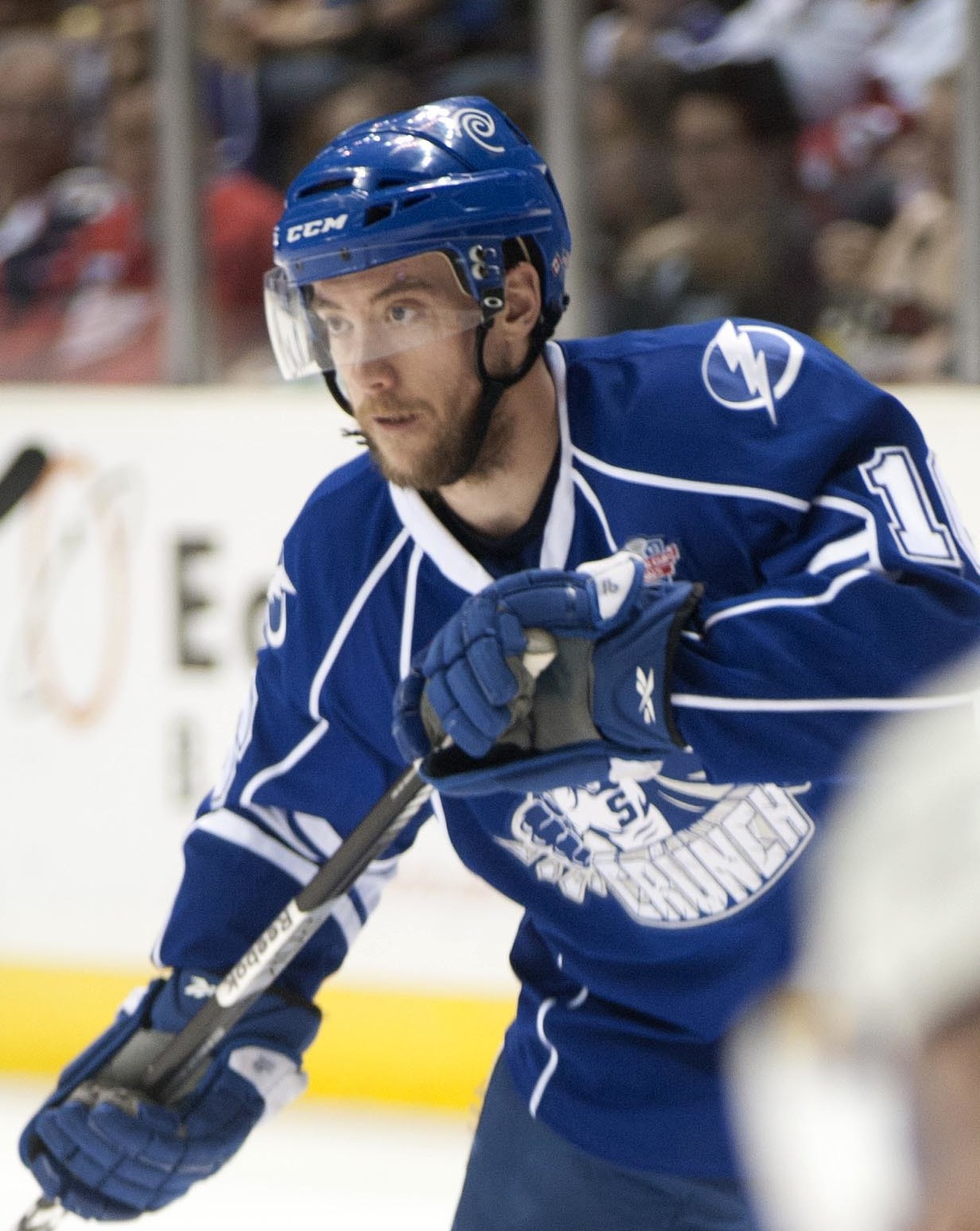
Dan Sexton, 2016.

- Anne Sexton
- Blaine Sexton
- Dan Sexton
- Leo Sexton
- Leonidas Sexton
- Randy Sexton